# Autoroute espagnole M-13
L'autoroute espagnole M-13 est une courte autoroute urbaine de 4 kilomètres environ appartenant à la Communauté de Madrid qui relie l'Autoroute de l'axe de l'Aéroport (M-12) aux Terminaux T1, T2 et T3 de  l'Aéroport international de Madrid-Barajas au nord-est de la ville.
Elle a été construite pour créer un accès rapide aux Terminaux T1, T2 et T3 depuis le nord de l'agglomération en venant de l'A-1. Elle permet aussi de relier par autoroute les Terminaux T1, T2 et T3 au nouveau Terminal T4 de l'Aéroport international de Madrid-Barajas.
La M-13 est le troisième accès à l'Aéroport international de Madrid-Barajas.

## Tracé
- Elle se détache de la M-12 au sud du Terminal T4.
- Elle contourne ensuite Barajas avant de desservir les Terminaux T1, T2 et T3 pour se terminer sur le prolongement de la M-14 au niveau du croisement avec la M-11.

## Sorties
| Numéro de la sortie | Nom de la sortie                                                                                         | Bifurcation |
| ------------------- | --- | ----------- |
|                     | Aéroport international de Madrid-Barajas Terminaux T1, T2 et T3 Madrid Centre Madrid Est                 | M-11 M-14   |
| 02                  | Barajas - Paracuellos de Jamara                                                                          | M-110       |
|                     | Aéroport international de Madrid-Barajas Terminal T4 Madrid Nord - Burgos A-1 Madrid Est - Saragosse A-2 | M-12        |